# Prise en T
La prise F-010 ou prise en T, surnommée ainsi du fait de sa forme semblable à la lettre T, est le type de connecteur téléphonique historique en France. On l'appelle parfois conjoncteur PTT du nom de l'ancienne administration des postes et télécommunications (PTT) ou encore prise gigogne quand elle permet d'en empiler plusieurs l'une sur l'autre. Elle a été installée sur les installations terminales de France Télécom jusqu'à la fin 2003. Depuis, les nouvelles installations sont équipées de prises 8P8C à la norme CEI 60603-7 appelées incorrectement RJ45. Cette prise est aussi communément appelée « prise 8 plots » (en référence au nombre de contacts). Une ancienne version ne comportait que 6 plots et pouvait comporter un mécanisme de verrouillage qui s’enclenchait dans la découpe carrée de la borne 6 de la prise mâle.
En dehors de la France, ces prises sont utilisées en Algérie, Andorre, Bhoutan, Burkina Faso, Tchad, Comores, république du Congo, Djibouti, Égypte, Guinée équatoriale, Gabon, Grenadines, Côte d'Ivoire, Madagascar, Mali, Mauritanie, Maurice, Monaco, Maroc, Niger, Rwanda, Somalie et Togo.

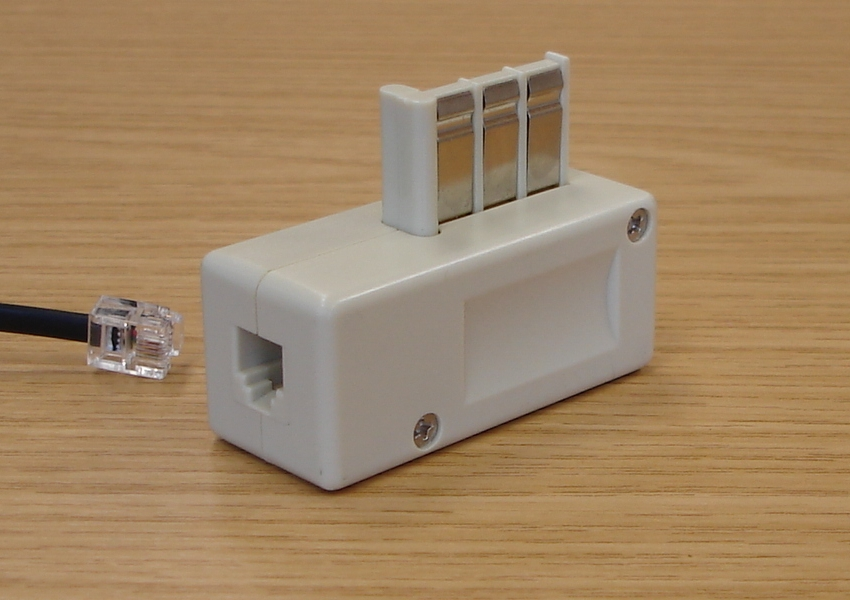
Adaptateur prise en T / RJ11 pour connecter la box ADSL.

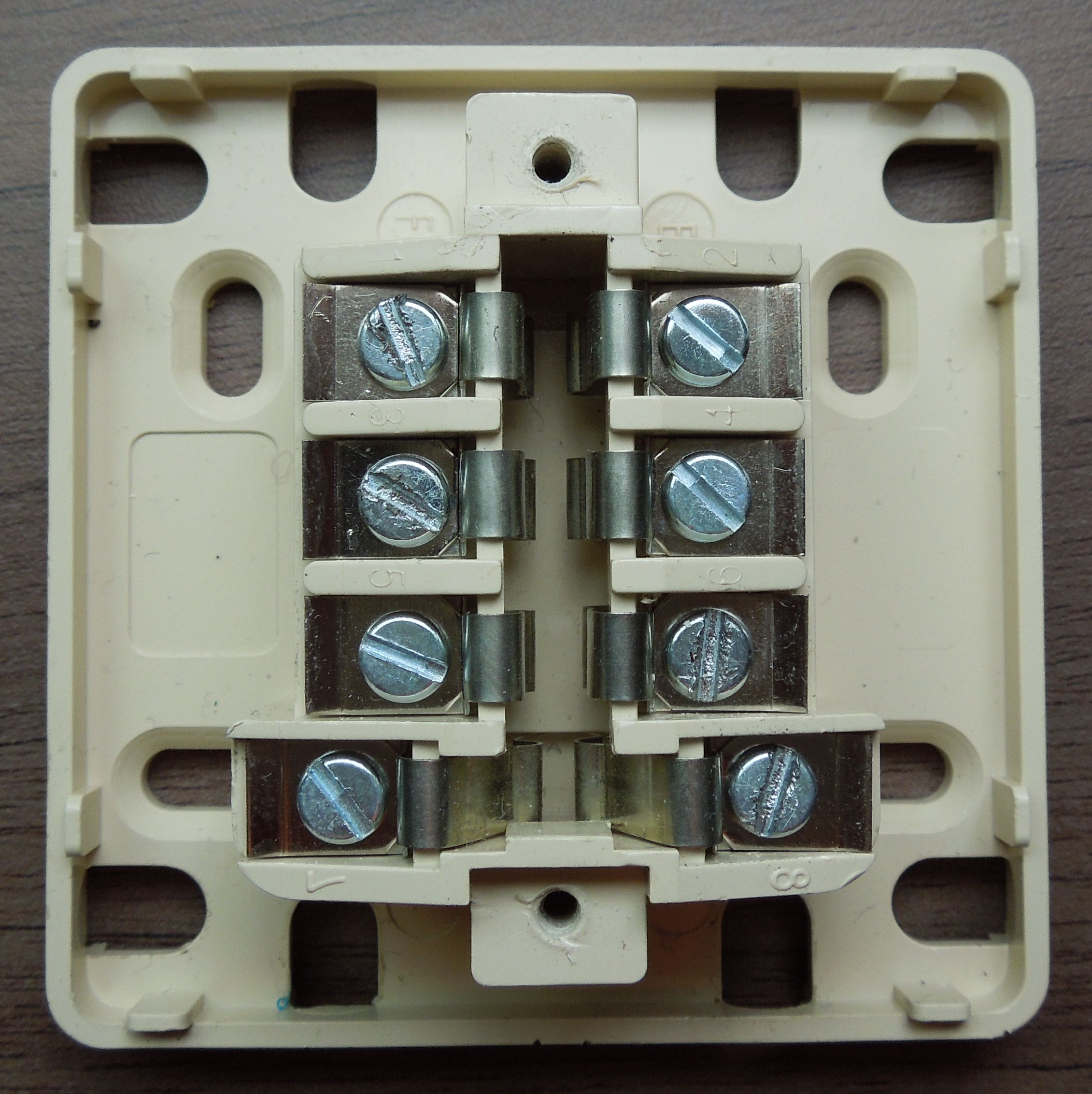
Prise en T murale, ouverte, sans les fils de connexion

## Description
La prise en T permet notamment le branchement des téléphones, modems, filtres ADSL, fax, etc.
En 2017, ce connecteur est toujours utilisé par la plupart des particuliers et dans certaines entreprises.[Où ?]
Cependant, les connexions entre les box ADSL et les terminaux utilisés pour la téléphonie sur IP se font généralement par des prises 6P2C au standard RJ11 d'origine nord-américaine. Il existe donc des adaptateurs permettant de passer du RJ11 à la prise en T. Ils se présentent sous la forme d'une prise en T dans laquelle est installé un connecteur femelle RJ11; c'est le cas par exemple de l'adaptateur pour une liaison ADSL.
La prise en T est décrite dans les Spécifications techniques d'interface de France Télécom.

## Brochage
| position | Paire (8 plots) | Paire (6 plots) | Couleurs         | Utilisation            | Notes |
| -------- | --------------- | --------------- | ---------------- | ---------------------- | --- |
| 1        | 1               | 1               | gris             | fil a ligne 1          | |
| 2        | 2               | 2               | incolore ou rose | anti-tintement ligne 1 | ce fil sert quand on connecte plusieurs téléphones à cadran sur la même ligne, il évite - lorsqu'on compose un numéro sur un poste - de faire tinter les sonneries des autres postes. Permettait également l'équilibrage des sonneries électromagnétiques (ainsi toutes recevaient la même tension). Rendu obsolète par la numérotation multi-fréquence (DTMF) et les sonneries électroniques |
| 3        | 1               | 1               | blanc            | fil b ligne 1          | |

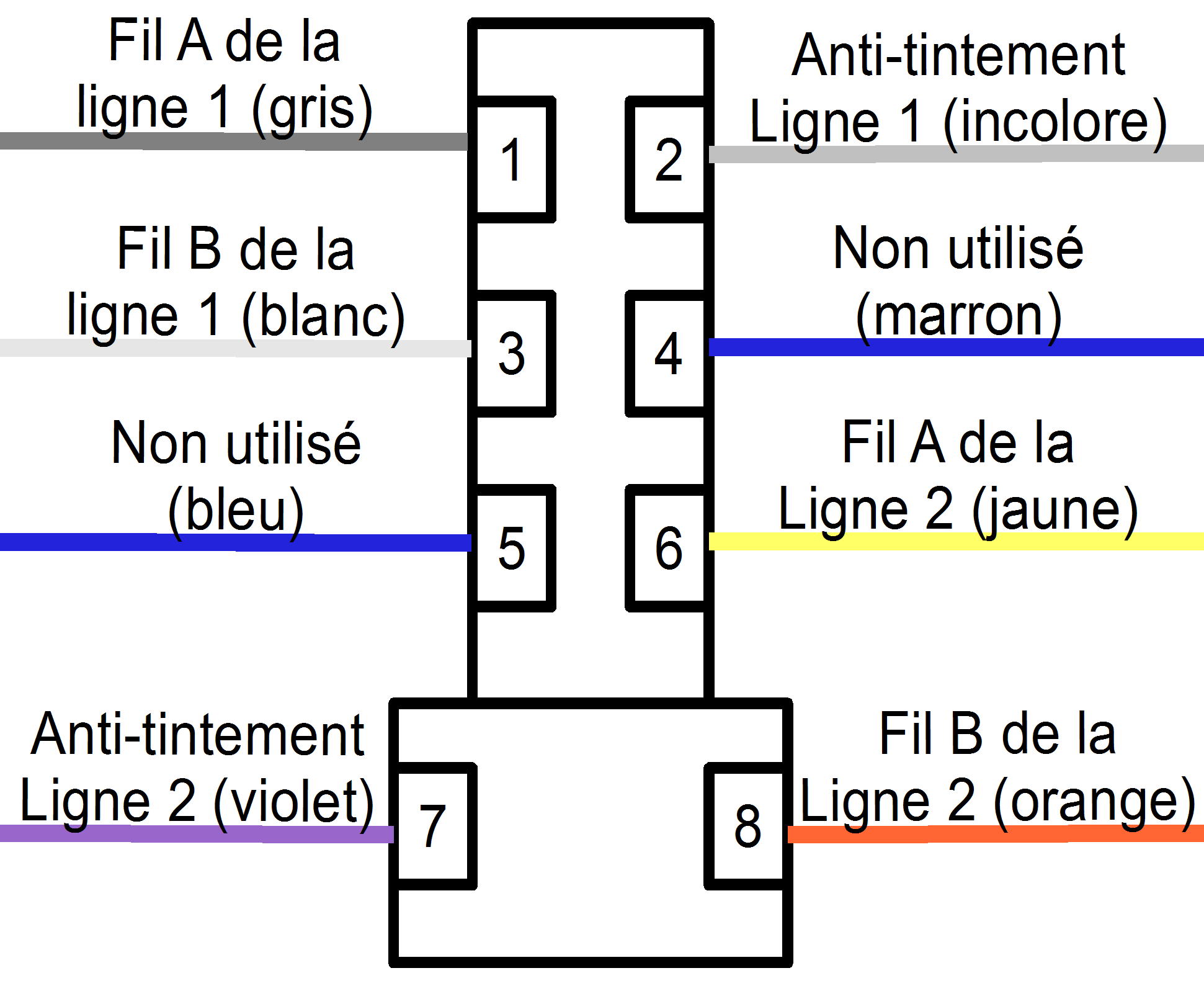
Schéma de connexion

| 4        | 3               | 3               | marron           | plus utilisé           | Était (ancienne norme) : - 8plots ;Ligne 2 b : 3e patte du module d'essai ligne 2 (relié à 8) - 6 plots : relié à 3 en l’absence de connecteur mâle |
| 5        | 2               | 2               | bleu             | plus utilisé           | Était (ancienne norme) : - Ligne 1 a : 3e patte du module d'essai ligne 1 (relié à 1) - Ligne 1 a : relié à 1 comme dans les S63 |
| 6        | 4               | 3               | jaune            | fil a ligne 2          | Était (ancienne norme) : - 6 plots : relié à 5 en l’absence de connecteur mâle. |
| 7        | 3               | /               | violet           | anti-tintement ligne 2 | même remarque que position 2 |
| 8        | 4               | /               | orange           | fil b ligne 2          | |

À partir de 1990, les prises « 6 plots » obsolètes, sont remplacées par des prises « 8 plots », permettant de brancher une seconde ligne téléphonique directement dans le même conjoncteur.
Dans les connecteurs femelles à 6 plot, lorsqu'aucun poste n'est banché, les lamelles de contact des plots   3-4 et 5-6 se touchent. 
Un strap relie les bornes 1 et 5 et un condensateur de 2.2µf est branché en 4-6. En l'absence de poste, le condensateur est alors relié à la ligne
Ce condensateur permettait de boucler la ligne afin de permettre les tests même lorsqu'aucun téléphone n'était branché. Ce montage a par la suite été remplacé par les « modules RC ». D'une part c'est un condensateur « pur » sans résistance en série et d'autre part, à cause du strap, le fil relié à la borne 5 se comporte alors comme une antenne. L'ensemble perturbe fortement le signal ADSL si rien n'est branché dans la prise pour déconnecter le condensateur. De ce fait en cas d'utilisation d'un modem ADSL il est impératif de remplacer ce système par un module RC ou d'introduire une prise pour déconnecter le condensateur.
Ce dispositif était débrayable en retournant une plaquette accessible en démontant la prise ce qui permettait de n'avoir qu'un seul type de prise à installer.

## Module RC
Le module RC (ou balise d'essai, improprement appelé condensateur), qui doit être installé en entrée de ligne, permet d'effectuer des tests sur la ligne même lorsque les terminaux sont débranchés. Dans le cas d'une installation ADSL il est recommandé de ne pas supprimer ce module sans l'avis d'un technicien Orange (étant les seuls autorisés à intervenir sur le réseau). En l'absence du module, il est impossible pour Orange de tester la ligne à distance, surtout lorsque la seule charge électrique de la ligne n'est que celle d'un modem ADSL qui, du fait de son impédance élevée, correspond électriquement à une ligne ouverte. Sa suppression intempestive, et de plus en plus fréquente, a entraîné Orange à modifier les DTI (dispositif de terminaison intérieure) de manière à rendre le « module RC » indémontable.
Les caractéristiques sont R=20 kΩ et C=2,2 µF et il est connecté entre les fils de lignes (a-b) de manière permanente. 

### Deux types de modules RC
Il existe une ancienne version de module RC dite « 3 pattes ». Dans ces modules les deux bornes extérieures sont reliées entre elles, ce qui équivaut à un strap entre les bornes 1 et 5. Le fil relié à la borne 5 se comporte alors comme une antenne et peut perturber le signal ADSL. Couper la patte reliée à la borne 5 le convertit en module « 2 pattes » et supprime les perturbations.
Si la suppression d'un module RC « 2 pattes » entraîne une amélioration, l'amélioration trouve le plus souvent son origine dans le rétablissement d'un mauvais contact dû à l'oxydation ou un mauvais serrage des bornes. Dans de très rares cas le module peut être défectueux, le plus souvent à la suite d'un foudroiement mais dans ce cas d'autres appareils sont également détruits, il faut alors remplacer le module.

## Anti-tintement
L'anti-tintement sert à inhiber le détecteur d'appel (sonnerie) s'il est sensible à la numérotation par ouverture de boucle (décimale). Dans ce cas la sonnerie est connectée entre le fil a et le fil de shunt. L'inhibition se fait en shuntant (court-circuit) le fil de shunt avec le fil a.